# Raj Khosla

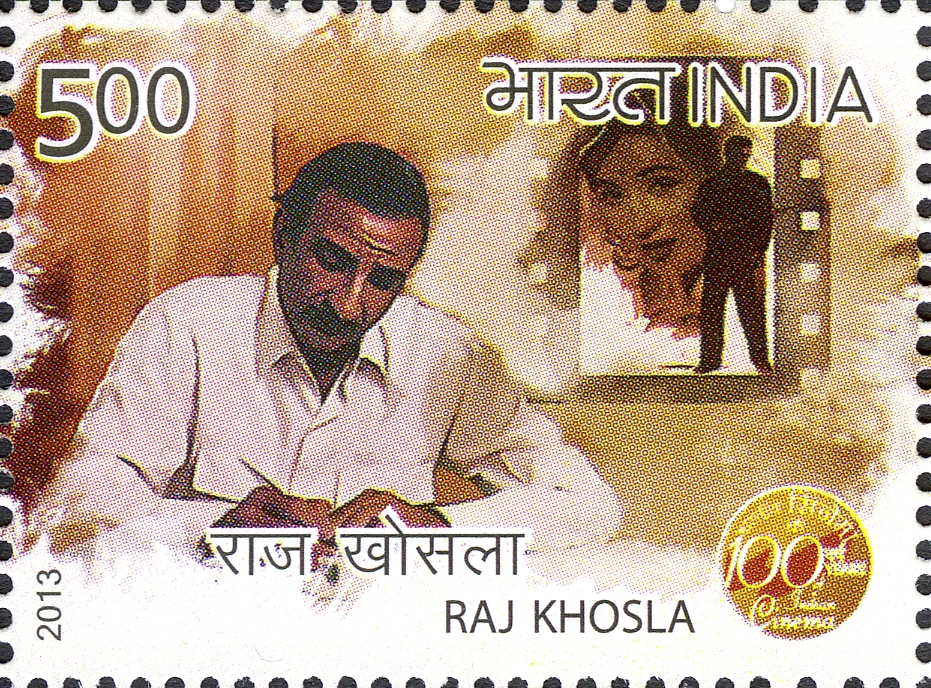
Raj Khosla in un francobollo indiano del 2013

Raj Khosla (Rahon, 31 maggio 1925 – Mumbai, 9 giugno 1991) è stato un regista, sceneggiatore e produttore cinematografico indiano.

## Filmografia
Regista:

- Milap (1954) - anche sceneggiatore
- C.I.D. (1956)
- Kala Pani (1958)
- Solva Saal (1958) - anche sceneggiatore
- Bombai Ka Baboo (1960) - anche produttore
- Ek Musafir Ek Hasina (1962) - anche sceneggiatore
- Woh Kaun Thi? (1964)
- Mera Saaya (1966)
- Do Badan (1966)
- Anita (1967) - anche produttore e soggettista
- Chirag (1969)
- Do Raaste (1969) - anche produttore
- Mera Gaon Mera Desh (1971)
- Shareef Budmaash (1973)
- Kuchhe Dhaage (1973) - anche sceneggiatore e produttore
- Prem Kahani (1975) - anche sceneggiatore
- Nehle Pe Dehla (1976)
- Main Tulsi Tere Aangan Ki (1978) - anche produttore
- Do Premee (1980)
- Dostana (1980)
- Daasi (1981)
- Teri Maang Sitaron Se Bhar Doon (1982) - anche produttore
- Maati Maange Khoon (1983)
- Sunny (1984)
- Meraa Dost Meraa Dushman (1984)
- Naqab (1989) - anche produttore

Produttore:

- Do Chor (1972)

## Premi
- Filmfare Awards
  - 1979: "Best Film" (Main Tulsi Tere Aangan Ki)
- Moscow International Film Festival
  - 1975: "Russian Film Critics Award - Special Mention" (Prem Kahani)